# All the Rage!
All the Rage! è il quarto album in studio del gruppo musicale statunitense Blood on the Dance Floor, pubblicato il 14 giugno 2011 dall'etichetta discografica Dark Fantasy.
Tale album presenta delle collaborazioni con Lady Nogrady, JJ Demon e Nick Nasty.

## Tracce
1. Dark Dreams (feat. Lady Nogrady) – 4:47
2. Find Your Way – 3:27
3. Happy Violentine's Day – 2:57
4. Bewitched (feat. Lady Nogrady) – 3:47
5. Nirvana – 3:15
6. All the Rage! – 4:49
7. The Untouchables – 3:54
8. X X 3 – 3:18
9. P.L.U.R. – 3:29
10. Star Power! – 3:41
11. Yo, Ho – 3:00
12. The Loving Dead – 7:05
13. My Gift & My Curse (James Egbert Remix) – 4:00
14. G.F.A. (feat. JJ Demon, Nick Nasty, Lady Nogrady) – 4:08

## Formazione
- Jayy Von Monroe – voce, chitarra, batteria
- Dahvie Vanity – voce, basso, chitarra, pianoforte